# Prosinec 2006
1. prosince – pátek

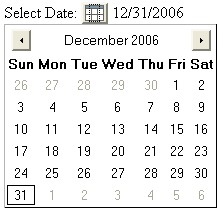
Silvestr roku 2006.

 Americký dolar se poprvé propadl pod 21 korun.
 Obrovská protivládní demonstrace se konala v centru libanonského Bejrútu. Na výzvu prosyrsky orientované opozice v čele s hnutím Hizballáh se shromáždilo nejméně 800 000 lidí, kteří požadují odstoupení současné vlády premiéra Fuáda Siniury.
 Felipe Calderón se ujal funkce prezidenta Spojených států mexických.
 Tajfun Durian je příčinou smrti několika set lidí na Filipínách. Většina obětí zahynula pod bahnem, které se v důsledku silných lijáků sesulo z úbočí sopky Mayon a pohřbilo nejméně 3 vesnice.
 V Paříži zemřela francouzská herečka Claude Jade (8. října 1948). Proslavila se ve filmu Ukradené polibky (1968). V roce 1998 obdržela Řád čestné legie. Herečka trpěla rakovinou oka.
 Rada Ústeckého kraje vyhlásila výsledky 13 ze 14 výběrových řízení na zajištění autobusové dopravy v kraji od 1. ledna 2007 po následujících osm let. V 10 oblastech uspěly městské dopravní podniky. Dřívější dominantní dopravce, Dopravní podnik Ústeckého kraje a. s., o tři dny dříve výběrové řízení napadl jako zmatečné, nezákonné a diskriminační.
2. prosince – sobota
 České armádní letadlo Tu-154 bylo zadržováno na turkmenském letišti v Ašchabadu, kde přistálo kvůli doplnění paliva. Jako záminku pro zadržení letadla uvedla turkmenská strana přítomnost lehkých osobních zbraní na palubě, zbraně patřily české ochrance doprovázející představitele ministerstva obrany a zahraničí ČR na návštěvě vojenské mise v Afghánistánu. Povolení ke startu dostalo letadlo až po 12 hodinách na přímý pokyn prezidenta Saparmurata Nijazova.
3. prosince – neděle
 Bylo zahájeno trestní stíhání bývalého zaměstnance nemocnice v Havlíčkově Brodě v souvislosti s úmrtím 7 pacientů. Zdravotní bratr z oddělení ARO je podezřelý, že svým obětím podával ředěný lék Heparin, který se používá k léčbě akutního koronárního syndromu. Muž se k činu přiznal.
4. prosince – pondělí
 Fidžijská armáda, pod vedením velitele Franka Bainimaramy převzala vládu nad souostrovím.
 Ve venezuelských prezidentských volbách zvítězil přesvědčivou většinou hlasů (61 %) dosavadní prezident státu Hugo Chávez.
 Počet obětí tajfunu Durian na Filipínách překročil podle oficiálních údajů 1000 mrtvých.
5. prosince – úterý
 V České republice bylo započato s očkováním proti rakovině děložního čípku. Očkování, které má prakticky 100% účinnost, zatím není hrazeno zdravotními pojišťovnami.
 Tajfun Durian, který se změnil v tropickou bouři, dorazil do Vietnamu, kde má zatím na svědomí nejméně 50 lidských životů a téměř 1 000 potopených rybářských lodí.
 Podle předběžných výsledků voleb byl Marc Ravalomanana znovu zvolen prezidentem Madagaskaru.
6. prosince – středa
 Po včerejším puči na Fidži, v němž byl svržen premiér Laisenia Qarase a moc převzala armáda v čele s generálem Bainimarou byl dnes vyhlášen výjimečný stav a rozpuštěn parlament v hlavním městě Suvě.
7. prosince – čtvrtek
 Velmi překvapivý byl náhlý úder tornáda v Londýně. Bylo strženo několik domovních střech, vyvráceny stromy a je hlášeno 6 zraněných lidí.
 Extrémně teplý začátek prosince zažívá nejen Česká republika, ale i Rusko, kde v Moskvě naměřili 7,5 °C a padl tak teplotní rekord z roku 1898, který činil pouhých 6,6 °C.
 Americká vesmírná agentura NASA oznámila, že na Marsu zřejmě i v současné době existuje voda, stékající po povrchu. Porovnáním fotografií stejné části jednoho z marsovských kráterů objevili nově vzniklé stopy eroze povrchu, které mohou být vysvětleny pouze přítomností proudící vody.
8. prosince – pátek
 Z Commonwealthu byl vyloučen stát Fidži. O vyřazení rozhodli ministři zahraničí členských států tohoto společenství na schůzce v Londýně.
 Z důvodu špatného počasí NASA odložila plánovaný start raketoplánu Discovery. Nový termín byl oznámen na neděli 01:47 UTC.
9. prosince – sobota
 Novým předsedou KDU-ČSL se stal senátor a starosta Vsetína Jiří Čunek.
 V anketě Český slavík 2006 zvítězila skupina Divokej Bill, zpěvačka Aneta Langerová a zpěvák Karel Gott. Skokany roku se stali Wanastovy Vjeci, Iva Frülingová a Matěj Ruppert, objevem roku je Ewa Farna. Absolutním vítězem se stala Aneta Langerová.
10. prosince – neděle
 Bývalý chilský diktátor Augusto Pinochet (* 25. listopadu 1915) zemřel ve věku 91 let, týden po závažném srdečním infarktu.
 Dnes o půlnoci začal platit nový jízdní řád Českých drah. Mezi novinky patří jízdenka eLiška, nové spoje SuperCity a některé další linky.
 Z floridského mysu Canaveral úspěšně odstartoval raketoplán Discovery na misi STS-116.
 Během víkendu došlo v Rusku ke třem tragickým požárům zdravotnických zařízení. V sobotu zemřelo nejméně 45 pacientek moskevského centra pro léčbu drogově závislých, v neděli zahynulo 9 osob při požáru neuropsychiatrické kliniky ve městě Tajga na jižní Sibiři. Poslední požár poblíž Moskvy skončil bez obětí na životech. Existuje důvodné podezření, že tyto požáry byly založeny úmyslně.
11. prosince – pondělí
 Izraelský premiér Ehud Olmert použil při rozhovoru pro deník Ha´arec výrok, který by podle některých novinářů bylo možno vykládat tak, že připouští, že jeho země disponuje nukleárními zbraněmi. Jeho mluvčí posléze takovou interpretaci výroku odmítla.
 Letos 3. a celkově 26. případ výskytu tzv. nemoci šílených krav (BSE) v ČR byl ohlášen ZD Sever Loukovec z Chocnějovic u Mohelnice nad Jizerou na Mladoboleslavsku. Preventivně bude nutno utratit celkem dalších 75 krav.
 V Tennessee zemřela Elisabeth Boldenová (* 15. srpna 1890). Podle Guinnessovy knihy byla Elisabeth Boldenová nejstarší žijící ženou a rovněž nejstarší osobou na Zemi. Titul v kategorii žen po ni přebírá Julie Winnefred Bertrandová a žezlo absolutního věku pak Emiliano Mercado del Toro.
13. prosince – středa
 Poslanecká sněmovna schválila vládní návrh zákona o státním rozpočtu pro rok 2007. Plánovaný schodek činí 91,3 miliardy Kč za předpokládaného přijmu ve výši 949,5 miliardy a výdajích 1 040,8 miliard korun.
 Austrálie je vystavena jedněm z nejničivějších lesních požárů za posledních 100 let. V průběhu minulého týdne bylo zničeno přes 4 000 čtverečních kilometrů lesních porostů a řada obydlí. Premiér oznámil, že má v úmyslu požádat o pomoc požárníků z USA, protože australští požárníci jsou na pokraji totálního fyzického vyčerpání.
 Mimořádně silné záplavy sužují západní Švédsko a projevují se zejména negativně v druhém největším švédském městě Göteborgu, které hlásí řadu zatopených domů a vzhledem k hrozícím sesuvům půdy přerušilo železniční spojení např. s městem Malmö.
 V New Yorku zemřel americký filmový a televizní herec Peter Boyle (* 18. října 1935). Mezi nejvýznamnější patřila jeho role v sitcomu Everybody Loves Raymond, ve kterém vystupoval přes deset let. Příčinou úmrtí byla rakovina kostní dřeně a srdeční selhání.
14. prosince – čtvrtek
 Palestinský premiér Ismaíl Haníja se vrátil z cesty do Íránu, odkud přivezl přibližně 35 milionů dolarů za značně dramatických okolností. Izraelská armáda uzavřela přechod do pásma Gazy, kterým se chtěl dostat do země, bojovníci Hamásu jej však ozbrojeným útokem dobyli a umožnili svému představiteli návrat do země. Současně se proti návratu premiéra postavily i síly umírněného palestinského hnutí Fatah.
  Rakouští poslanci přijali jednomyslně rezoluci, kterou vyzývají svou vládu, aby podala mezinárodní žalobu na Česko kvůli nedávno ukončené kolaudaci Jaderné elektrárny Temelín. Je zřejmé, že bymohlo dojít k ochlazení vzájemných vztahů obou sousedních států.
 Na základě závěrů expedice na řece Jang-c’-ťiang došli vědci k závěru, že delfínovec čínský (Lipotes vexillifer) vlivem činnosti člověka již fakticky vyhynul. Jedná se tak o první vyhynulý druh savce za posledních několik desítek let.
15. prosince – pátek
 Bývalý pilot Formule 1 Clay Regazzoni (* 5. září 1939) tragicky zahynul při dopravní nehodě na dálnici A1 poblíž italského města Parma.
Na Slunci se objevila sluneční skvrna o průměru přibližně 37 000 km, tedy přibližně třikrát větší než planeta Země. Je natolik velká, že ji lze pozorovat pouhým okem, ovšem přes tmavý film nebo jiný filtr, jinak hrozí poškození zraku. Současně došlo ke třem velkým slunečním erupcím a citlivým osobám proto hrozí bolesti hlavy a podobné drobné zdravotní komplikace.
17. prosince – neděle
 Bhútánský král Džigme Singje Wangčhug abdikoval. Na trůn nastoupil jeho syn Džigme Khesar Namgjal Wangčhug.
18. prosince – pondělí
 Středně silné zemětřesení (5,5 až 5,8 stupně Richterovy škály) postihlo indonéský ostrov Sumatra. Záchranáři hlásí 4 mrtvé osoby a přibližně 60 zraněných.
19. prosince – úterý
 Slavnostně byl otevřen další úsek dálnice D11 mezi Prahou a Hradcem Králové o délce 42 km. Jeho vybudování stálo 15 miliard Kč a zkrátí cestu autem mezi Hradcem Králové a Prahou na necelou hodinu při celkové délce 84 km.
 Stále rostoucí napětí mezi příslušníky palestinských hnutí Hamás a Fatah hrozí přerůst v občanskou válku. Při dnešních přestřelkách v Gaze zemřeli 3 lidé a nejméně 12 osob bylo zraněno.
21. prosince – čtvrtek
 Prezident republiky Václav Klaus odmítl jmenovat novou vládu ve složení, které mu nabídl premiér Mirek Topolánek. Důvodem je především to, že premiér nemá dohodnutu pro navrhovaný kabinet podporu a současně prezidentovi vadí některá jména ministrů (Karel Schwarzenberg jako ministr zahraničních věcí).
 Byla zprovozněna nová část dálnice D8. Úsek vede z Trmic na německé hranice a měří přes 23 km. Přechází Krušné hory a zahrnuje dva tunely, proto byla stavba poměrně nákladná (19 miliard Kč). Za celý rok bylo v ČR otevřeno celkem 69 km nových dálnic, což je nejvíc v historii.
 Ve věku 66 let zemřel turkmenský diktátor Saparmurat Nijazov (* 19. února 1940).
22. prosince – pátek
 Na ministerstvu školství ČR byla podepsána  Archivováno 28. 9. 2007 na Wayback Machine. smlouva o vstupu České republiky do projektu Evropské jižní observatoře.
 Raketoplán Discovery úspěšně přistál v Kennedyho vesmírném centru. Jeho mise na Mezinárodní vesmírnou stanici ISS byla neplánovaně prodloužena o jeden den kvůli potížím s instalací nového panelu slunečních baterií pro zásobování stanice elektrickou energií. I přistání raketoplánu doprovázely problémy díky špatnému počasí v okolí přistávací dráhy.
 Prezident Václav Klaus podepsal zákon o rozpočtu České republiky na rok 2007. Zákon předpokládá, že stát bude hospodařit se schodkem 91,3 miliardy korun při příjmech 949,5 miliardy a výdajích 1 040,8 miliardy korun.
23. prosince – sobota
 Rada bezpečnosti OSN jednomyslně rozhodla o uvalení sankcí na Írán pro pokračování v obohacování uranu s možností použití produktu pro výrobu jaderné zbraně. Rezoluce vyzývá Teherán, aby ukončil výrobu obohaceného uranu. Očekává se, že reakcí teheránské vlády bude silné ochlazení vztahů s OSN a přerušení spolupráce s Mezinárodní agenturou pro atomovou energii (MAAE).
24. prosince – neděle
 Podle očekávání Írán oficiálně oznámil, že hodlá pokračovat v obohacování uranu a nebude respektovat rezoluci Rady bezpečnosti OSN. Teherán naopak potvrdil, že začíná montáž dalších 3 000 odstředivek, v nichž se obohacuje hexafluorid uranu a současně omezuje spolupráci s Mezinárodní agenturou pro atomovou energii (MAAE).
25. prosince – pondělí
 Etiopská vojenská letadla podnikla nálet na letiště v Mogadišu, hlavním městě sousedního Somálska. Je to reakce na zvětšující se sílu povstalců ze Svazu islámských soudců, který se snaží svrhnout oficiální vládu a nastolit v zemi tvrdý islámský režim. V současné době ovládá svaz již třetinu země zmítající se v bezvládí.
 Za podpory vrtulníků a obrněných transportérů osvobodilo tisíc britských vojáků 178 vězňů z policejní stanice v irácké Basře. Vězňům hrozila poprava bez soudu nebo mučení, protože v policejních silách působila v poslední době šíitská komanda smrti.
 V americké Atlantě zemřel ve věku 73 let soulový a funkový zpěvák James Brown.
26. prosince – úterý
 Ve věku 93 let zemřel bývalý americký prezident Gerald Ford.
 Mohutná exploze ropovodu zabila několik stovek lidí poblíž největšího nigerijského města Lagosu. K události došlo při pokusu skupiny zlodějů o navrtání ropovodu a krádež ropy v hustě osídlené oblasti. K podobným tragédiím dochází v zemi poměrně často (poslední 12. května 2006), protože přes vysokou těžbu ropy v Nigérii zde často nastává situace, kdy u čerpacích stanic chybí benzín i motorová nafta.
 Irácký odvolací soud zamítl žádost o zrušení trestu smrti pro bývalého prezidenta Saddáma Husajna a odsouzený by tak měl být popraven do 27. ledna 2007. Odvolací soud dnes potvrdil i trest smrti pro nevlastního Husajnova bratra a někdejšího šéfa tajných služeb Barzána Ibráhíma Tikrítího a pro bývalého předsedu revolučního tribunálu Aváda Ahmada Bandára.
27. prosince – středa
  Vojáci etiopské armády postupují od neděle do vnitrozemí Somálska ve snaze podpořit slabou oficiální vládu proti islámským radikálům ze Svazu islámských soudců, kteří se pokoušejí převzít kontrolu nad celou zemí. V úterý 26. prosince je kvůli těmto událostem svolána Rada bezpečnosti OSN.
28. prosince – čtvrtek
  Somálské vládní vojenské jednotky podporované etiopskou armádou dnes vstoupily do hlavního města Mogadiša. Podle agenturních zpráv obyvatelstvo tyto jednotky nadšeně vítá. Islámští radikálové ze Svazu islámských soudců město opustili a stahují se do jihosomálského přístavu Kismayo.
 Zástupy muslimů z celého světa se sjíždějí do saúdskoarabské Mekky na pouť hadždž. Vykonat pouť na toto posvátné místo alespoň jednou za život se považuje za povinnost všech islámských věřících. Podle očekávání se této události zúčastní okolo 2 milionů muslimů.
29. prosince – pátek
 Značné nejasnosti panují kolem současného místa pobytu i dalšího osudu bývalého iráckého prezidenta Saddáma Husajna. Zatímco americká strana prohlašuje, že Husajna předala do rukou iráckých úřadů, irácké ministerstvo spravedlnosti to popírá. Zpravodajská stanice CNN vydala zprávu, že Husajnova poprava by se měla uskutečnit již o tomto víkendu, irácké úřady naopak tvrdí, že nebude vykonána před 26. lednem.
30. prosince – sobota
 Trest smrti nad bývalým iráckým prezidentem Saddámem Husajnem (* 28. dubna 1937) byl vykonán. Samotný rozsudek byl vynesen 5. listopadu. Popravu oběšením provedli Iráčané a byla celá natočena na video. Necelých 24 hodin po exekuci byl Husajn pohřben nedaleko svého rodného města Tikrítu.
 Nedaleko indonéského ostrova Jáva se v bouři potopila loď Senopati plující na Borneo s 638 pasažéry na palubě. Během následujících 2 dnů se podařilo zachránit 177 lidí.
 Volební prognóza podle CVVM: ODS 38 %, ČSSD 23,5 %, SZ 12 %, KSČM 11,5 %, KDU-ČSL 11 %